# Tahitische Fußballnationalmannschaft der Frauen
Die tahitische Fußballnationalmannschaft der Frauen repräsentiert das französische Überseegebiet Französisch-Polynesien im Pazifik im internationalen Frauenfußball. Die Nationalmannschaft ist dem tahitischen Fußballverband unterstellt.

## Geschichte
Tahiti ist seit 1990 Mitglied des Weltfußballverbandes FIFA sowie des Regionalverbandes OFC. Bisher ist es der Mannschaft noch nicht gelungen, sich für eine Fußball-Weltmeisterschaft zu qualifizieren. Allerdings wurde auch nur an zwei Fußball-Ozeanienmeisterschaften der Frauen teilgenommen, deren Sieger sich für die Fußball-Weltmeisterschaft der Frauen qualifiziert. Dabei wurde 2010 lediglich der sechste Platz erreicht und 2018 die Vorrunde nicht überstanden. 2007 sollte die Mannschaft schon an einer OFC-Meisterschaft teilnehmen, doch man zog das Team ebenso wie die Verbände der Cookinseln, Fidschi, Neukaledonien, Samoa und Vanuatus zurück. Im Februar 2022 spielte man erstmals im Rahmen eines Trainingslagers in Frankreich Testspiele gegen die beiden europäische Länder Luxemburg und Andorra.

## Weltmeisterschaft
| - 1991: nicht qualifiziert - 1995: nicht qualifiziert - 1999: nicht qualifiziert - 2003: nicht qualifiziert - 2007: nicht qualifiziert | - 2011: nicht qualifiziert - 2015: nicht gemeldet - 2019: nicht qualifiziert - 2023: nicht qualifiziert |

## Ozeanienmeisterschaft
| - 1983: keine Teilnahme - 1986: keine Teilnahme - 1989: keine Teilnahme - 1991: keine Teilnahme - 1994: keine Teilnahme - 1998: keine Teilnahme | - 2003: keine Teilnahme - 2007: Trotz Meldung keine Teilnahme - 2010: Sechster - 2014: nicht gemeldet - 2018: Vorrunde - 2022: Viertelfinale |

## Olympische Spiele
Tahiti ist kein Mitglied des IOCs und kann daher nicht teilnehmen.

## Länderspiele
| Datum      | Ergebnis | Gegner             |   | Austragungsort     | Anlass                                                      | Bemerkungen                                                                                  |
| ---------- | -------- | ------------------ | - | ------------------ | ----------------------------------------------------------- | -------------------------------------------------------------------------------------------- |
| 02.07.2003 | 3:0      | Vanuatu            | * | Suva (FIJ)         | Südpazifikspiele 2003                                       | Erstes Länderspiel Erster Sieg                                                               |
| 04.07.2003 | 1:1      | Guam               | * | Nadi (FJI)         | Südpazifikspiele 2003                                       |                                                                                              |
| 05.07.2003 | 1:0      | Tonga              | * | Suva (FIJ)         | Südpazifikspiele 2003                                       |                                                                                              |
| 07.07.2003 | 1:3      | Fidschi            | A | Nadi(FIJ)          | Südpazifikspiele 2003                                       | Erstes Auswärtsspiel                                                                         |
| 09.07.2003 | 5:1      | Kiribati           | * | Nausori (FIJ)      | Südpazifikspiele 2003                                       | Höchster Sieg Das Spiel wird von der FIFA nicht gezählt, da Kiribati kein FIFA-Mitglied ist. |
| 10.07.2003 | 0:3      | Papua-Neuguinea    | * | Nadi (FJI)         | Südpazifikspiele 2003                                       |                                                                                              |
| 30.08.2007 | 4:0      | Samoa              | A | Apia (SAM)         | Südpazifikspiele 2007                                       |                                                                                              |
| 01.09.2007 | 0:0      | Tonga              | * | Apia (SAM)         | Südpazifikspiele 2007                                       |                                                                                              |
| 03.09.2007 | 2:0      | Neukaledonien      | * | Apia (SAM)         | Südpazifikspiele 2007                                       |                                                                                              |
| 05.09.2007 | 0:5      | Papua-Neuguinea    | * | Apia (SAM)         | Südpazifikspiele 2007 Halbfinale                            |                                                                                              |
| 07.09.2007 | 0:1      | Fidschi            | A | Apia (SAM)         | Südpazifikspiele 2007 Spiel um Bronze                       |                                                                                              |
| 29.09.2010 | 0:1      | Cookinseln         | * | Auckland (NZL)     | Fußball-Ozeanienmeisterschaft der Frauen 2010               |                                                                                              |
| 01.10.2010 | 5:1      | Vanuatu            | * | Auckland (NZL)     | Fußball-Ozeanienmeisterschaft der Frauen 2010               | Höchster von der FIFA anerkannter Sieg                                                       |
| 03.10.2010 | 0:7      | Neuseeland         | A | Auckland (NZL)     | Fußball-Ozeanienmeisterschaft der Frauen 2010               | Bis zum 19. Februar 2022 höchste Niederlage                                                  |
| 07.10.2010 | 1:2      | Tonga              | * | Auckland (NZL)     | Fußball-Ozeanienmeisterschaft der Frauen 2010               | Inoff. Spiel um Platz 5                                                                      |
| 27.08.2011 | 0:1      | Papua-Neuguinea    | * | Nouméa (NCL)       | Pazifikspiele 2011                                          |                                                                                              |
| 29.08.2011 | 0:0      | Neukaledonien      | A | Nouméa (NCL)       | Pazifikspiele 2011                                          |                                                                                              |
| 31.08.2011 | 2:0      | Salomonen          | * | Nouméa (NCL)       | Pazifikspiele 2011                                          |                                                                                              |
| 05.09.2011 | 4:0      | Amerikanisch-Samoa | * | Nouméa (NCL)       | Pazifikspiele 2011                                          |                                                                                              |
| 18.11.2018 | 2:4      | Neukaledonien      | * | Koné (NCL)         | Fußball-Ozeanienmeisterschaft der Frauen 2018               |                                                                                              |
| 21.11.2018 | 5:5      | Samoa              | * | Koné (NCL)         | Fußball-Ozeanienmeisterschaft der Frauen 2018               |                                                                                              |
| 24.11.2018 | 1:3      | Papua-Neuguinea    | * | Koné (NCL)         | Fußball-Ozeanienmeisterschaft der Frauen 2018               |                                                                                              |
| 08.07.2019 | 0:2      | Cookinseln         | * | Apia (WSM)         | Pazifikspiele 2019                                          |                                                                                              |
| 10.07.2019 | 1:0      | Salomonen          | * | Apia (WSM)         | Pazifikspiele 2019                                          |                                                                                              |
| 12.07.2019 | 0:4      | Papua-Neuguinea    | * | Apia (WSM)         | Pazifikspiele 2019                                          |                                                                                              |
| 18.07.2019 | 0:0      | Vanuatu            | * | Apia (WSM)         | Pazifikspiele 2019                                          |                                                                                              |
| 16.02.2022 | 0:5      | Luxemburg          | A | Mamer (LUX)        | Freundschaftsspiel                                          | Erstes Länderspiel gegen eine europäische Mannschaft.                                        |
| 19.02.2022 | 0:11     | Luxemburg          | * | Molsheim (FRA)     | Freundschaftsspiel                                          | Höchste Niederlage einer ozeanischen gegen eine europäische Mannschaft.                      |
| 22.02.2022 | 0:0      | Andorra            | * | Schiltigheim (FRA) | Freundschaftsspiel                                          |                                                                                              |
| 17.07.2022 | 1:2      | Papua-Neuguinea    | * | Suva (FIJ)         | Fußball-Ozeanienmeisterschaft der Frauen 2022               |                                                                                              |
| 20.07.2022 | 0:0      | Vanuatu            | * | Suva (FIJ)         | Fußball-Ozeanienmeisterschaft der Frauen 2022               |                                                                                              |
| 24.07.2022 | 0:1      | Salomonen          | * | Suva (FIJ)         | Fußball-Ozeanienmeisterschaft der Frauen 2022 Viertelfinale |                                                                                              |
| 29.08.2023 | 1:0      | Cookinseln         | H | Papeete (PYF)      | Freundschaftsspiel                                          |                                                                                              |
| 01.09.2023 | 1:1      | Cookinseln         | H | Papeete (PYF)      | Freundschaftsspiel                                          |                                                                                              |
| 18.11.2023 | 2:3      | Samoa              | * | Honiara (SLB)      | Pazifikspiele 2023                                          |                                                                                              |
| 21.11.2023 | 2:2      | Tonga              | * | Honiara (SLB)      | Pazifikspiele 2023                                          |                                                                                              |
| 28.11.2023 | 1:2      | Vanuatu            | * | Honiara (SLB)      | Pazifikspiele 2023                                          |                                                                                              |
| 01.12.2023 | 0:2      | Tonga              | * | Honiara (SLB)      | Pazifikspiele 2023                                          |                                                                                              |